# Zone de cisaillement d'Afrique centrale

Carte d'Afrique centrale figurant la zone de cisaillement.

Rifts du Soudan et du Kenya (en incarnat), se terminant à hauteur de la zone de cisaillement.

La zone de cisaillement d'Afrique centrale est un système de failles s'étendant dans une direction E-NE depuis le golfe de Guinée jusqu'au Soudan, traversant le Cameroun. Sa structure n'est pas très bien connue ni comprise ; en 2008, il n'y avait toujours pas de consensus sur la manière dont les différents linéaments sont reliés.

## Description
La zone de cisaillement date, au moins, de 640 Ma. Le mouvement s’est produit le long de la zone lors de la fracturation du Gondwana à l'époque du Jurassique et du Crétacé. Certaines failles ont été rajeunies plus d'une fois, avant et pendant l'ouverture de l'Atlantique Sud au Crétacé.
La faille de Pernambouc (en), au Brésil, en est la continuation à l'ouest.
Au Cameroun, la zone coupe le soulèvement de l'Adamaoua, une formation plus récente que le Crétacé. Le fossé de la Bénoué s'étend au nord, et la zone de cisaillement de Foumban (en) s'étend au sud. Il y a eu une activité volcanique le long de la ligne du Cameroun depuis 130 Ma jusqu'à nos jours, ce qui peut être en lien avec la réactivation de la zone.
Sous la zone de cisaillement, la lithosphère  est relativement mince et forme une étroite ceinture, l'asthénosphère étant à une profondeur de 190 à 120 km. Les mouvements à l'époque du Mésozoïque et du Tertaire ont produit des bassins de rifts allongés au centre du Cameroun, au nord de la République centrafricaine et au sud du Tchad.

## Soudan
On pensait auparavant que la zone s’étendait vers l'est jusqu'à la région du Darfour, dans l'ouest du Soudan. On sait désormais, depuis la fin des années 1990, qu'elle s'étend jusqu'au centre et à l'est du Soudan, sur une longueur totale de 4 000 km.
Au Soudan, la zone de cisaillement est suspectée d'avoir joué le rôle d'une barrière structurelle au développement des bassins sédimentaires profonds du Crétacé-Tertiaire au nord de la zone. Les objections à cette théorie sont que le rift du Bahr el Arab (en) et le rift du Nil Bleu (en) s'étendent au nord d'une ligne proposée comme frontière de la zone de cisaillement. Cependant, l'alignement des extrémités nord-ouest des rifts est conforme à la théorie.